# Hovagim I (ormiański patriarcha Konstantynopola)
Hovagim I (ur. ?, zm. ?) – w latach 1461–1478 pierwszy ormiański Patriarcha Konstantynopola, urzędu powołanego w 1461 przez sułtana Mehmeda II.